# ۱۰۰ سال… ۱۰۰ فیلم به انتخاب انستیتوی فیلم آمریکا

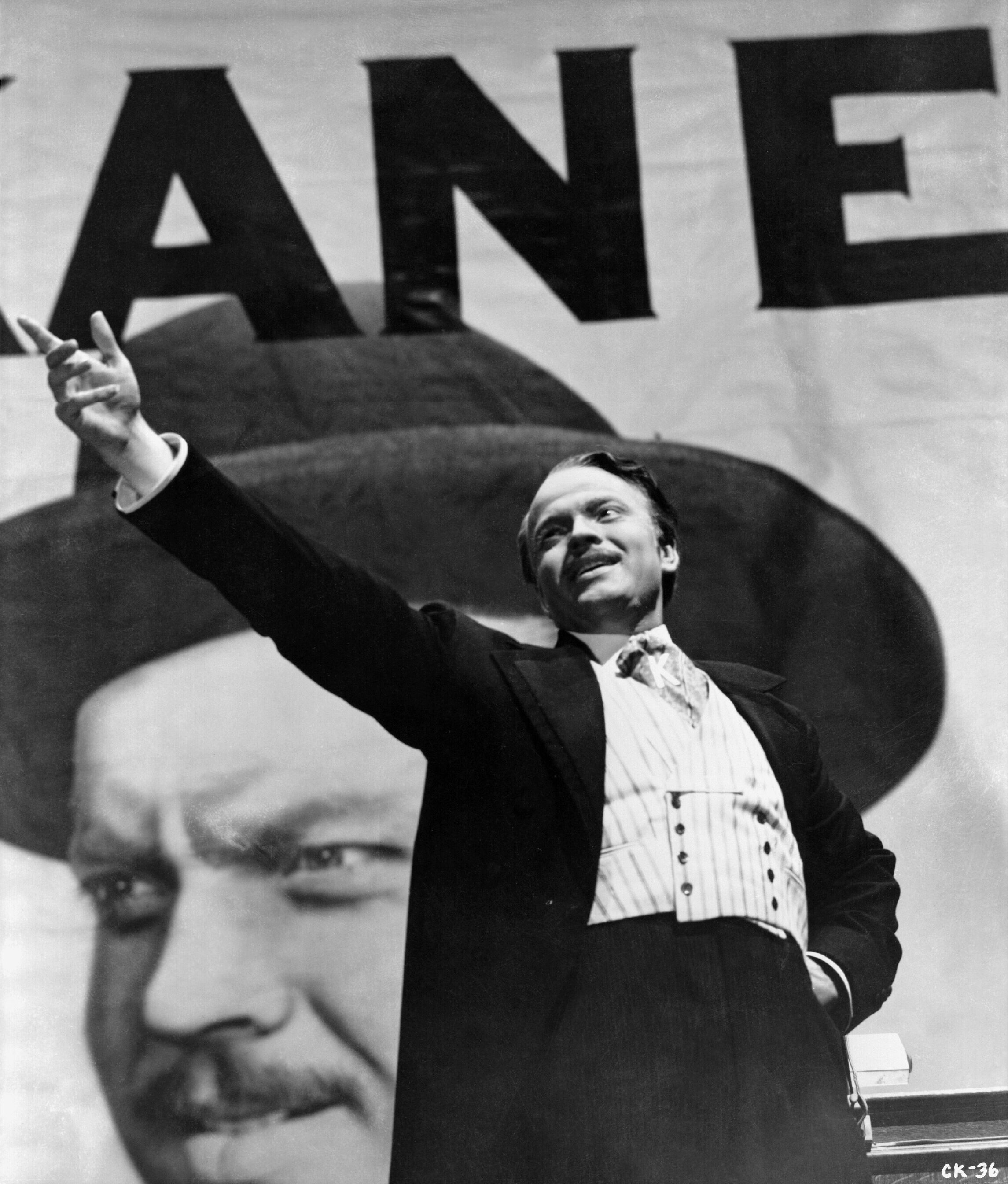
تصویر تبلیغاتی برای فیلم ۱۹۴۱

۱۰۰ سال… ۱۰۰ فیلم به انتخاب بفا، اولین لیست مجموعه ۱۰۰ سال به انتخاب بفا است. این لیست شامل ۱۰۰ فیلم برتر آمریکایی است که توسط بنیاد فیلم آمریکا با نظرسنجی از بیش از ۱۵۰۰ هنرمند و منتقد در صنعت فیلم از بین ۴۰۰ فیلم نامزد شده، انتخاب شده‌است و در سال ۱۹۹۸ رونمایی شد.

## ویژگی فیلم‌های منتخب
فیلم‌ها، با توجه به معیارهای زیر مورد داوری قرار گرفتند:
1. مدت زمان فیلم: حداقل ۶۰ دقیقه
2. فیلم آمریکایی: زبان انگلیسی، با عناصر تولید خلاق/مالی قابل توجه از ایالات متحده
3. شناخت انتقادی: تقدیر رسمی
4. برنده جوایز اصلی: برنده شده در جشنواره‌ها از جمله جوایز سازمانهای جامعه فیلم و جشنواره‌های بزرگ فیلم.
5. محبوبیت در طول زمان: از جمله ارقام مربوط به جعبه‌های آفیس تعدیل شده برای تورم، پخش‌های تلویزیونی و سندیکا و فروش فیلم و خانه‌های اجاره ای.
6. اهمیت تاریخی
7. تأثیر فرهنگی

## فهرست
این فهرست براساس آخرین بروزرسانی بنیاد فیلم آمریکا در سال ۲۰۰۷ است.
1. همشهری کین
2. کازابلانکا
3. پدرخوانده
4. بربادرفته
5. لورنس عربستان
6. جادوگر شهر اُز
7. فارغ‌التحصیل
8. در بارانداز
9. فهرست شیندلر
10. آواز در باران
11. چه زندگی شگفت‌انگیزی
12. سانست بلوار
13. پل رودخانه کوای
14. بعضی‌ها داغشو دوست دارن
15. جنگ ستارگان
16. همه چیز دربارهٔ ایو
17. ملکه آفریقایی
18. روانی
19. ژنرال
20. محله چینی‌ها
21. دیوانه از قفس پرید
22. خوشه‌های خشم
23. ۲۰۰۱: ادیسه فضایی
24. شاهین مالت
25. گاو خشمگین
26. ئی.تی. موجود فرازمینی
27. دکتر استرنجلاو
28. بانی و کلاید
29. اینک آخرالزمان
30. آقای اسمیت به واشینگتن می‌رود
31. گنج‌های سیرا مادره
32. آنی هال
33. پدرخوانده: قسمت دوم
34. نیمروز
35. کشتن مرغ مقلد
36. در یک شب اتفاق افتاد
37. کابوی نیمه‌شب
38. بهترین سال‌های زندگی ما
39. غرامت مضاعف
40. شمال از شمال غربی
41. داستان وست ساید
42. پنجره عقبی
43. کینگ کونگ
44. اتوبوسی به نام هوس
45. پرتقال کوکی
46. راننده تاکسی
47. آرواره‌ها
48. سفیدبرفی و هفت کوتوله
49. تعصب
50. بوچ کسیدی و ساندنس کید
51. ارباب حلقه‌ها، یاران حلقه
52. داستان فیلادلفیا
53. اشک‌ها و لبخندها
54. مش
55. نشویل
56. مهاجمان صندوق گمشده
57. سرگیجه
58. سفرهای سولیوان
59. توتسی
60. کاباره
61. سکوت بره‌ها
62. شبکه
63. چه کسی از ویرجینیا وولف می‌ترسد؟
64. شین
65. ارتباط فرانسوی
66. فارست گامپ
67. نجات سرباز رایان
68. بن هور
69. رستگاری در شائوشنک
70. جویندگان طلا
71. در گرمای شب
72. روشنایی‌های شهر
73. دیوارنویسی آمریکایی
74. همهٔ مردان رئیس‌جمهور
75. راکی
76. شکارچی گوزن
77. این گروه خشن
78. عصر جدید
79. اسپارتاکوس
80. طلوع: آواز دو انسان
81. جوخه
82. تایتانیک
83. سوپ اردک
84. شبی در اپرا
85. ۱۲ مرد خشمگین
86. ایزی رایدر
87. حس ششم
88. چرخش زمان
89. انتخاب سوفی
90. آپارتمان
91. رفقای خوب
92. داستان عامه پسند
93. آخرین نمایش فیلم
94. جویندگان
95. کار درست را بکن
96. پرورش بیبی
97. بلید رانر
98. نابخشوده
99. داستان اسباب‌بازی
100. احمق آمریکایی خوش‌تیپ

### به روز رسانی لیست در سال ۲۰۰۷ (سالگرد دهم)
۲۳ فیلم از لیست قبلی۱۰۰ فیلم برتر در سال ۲۰۰۷، حذف شدند:
- تولد یک ملت (۱۹۱۵)
- از اینجا تا ابدیت (۱۹۵۳)
- آمادئوس (۱۹۸۴)
- در جبهه غرب خبری نیست (۱۹۳۰)
- مرد سوم (۱۹۴۹)
- فانتازیا (۱۹۴۰)
- شورش بی‌دلیل (۱۹۵۵)
- دلیجان (۱۹۳۹)
- برخورد نزدیک از نوع سوم (۱۹۷۷)
- کاندیدای منچوری (۱۹۶۲)
- یک آمریکایی در پاریس (۱۹۵۱)
- بلندی‌های بادگیر (۱۹۳۹)
- رقصیدن با گرگ‌ها (۱۹۹۰)
- غول (۱۹۵۶)
- فارگو (۱۹۹۶)
- شورش در بونتی (۱۹۳۵)
- فرانکنشتاین (۱۹۳۱)
- پاتن (۱۹۷۰)
- خواننده جاز (۱۹۲۷)
- بانوی زیبای من (۱۹۶۴)
- مکانی در آفتاب (۱۹۵۱)
- حدس بزن چه‌کسی برای شام می‌آید (۱۹۶۷)
- دکتر ژیواگو (۱۹۶۵)

۴ فیلم اکران شده بین سالهای ۱۹۹۶ و ۲۰۰۶ اضافه شدند:
- ارباب حلقه‌ها: یاران حلقه (۲۰۰۱)
- نجات سرباز رایان (۱۹۹۸)
- تایتانیک (۱۹۹۷)
- حس ششم (۱۹۹۹)

۱۹ فیلم ساخته شده قبل از سال ۱۹۹۶ نیز اضافه شدند:
- ژنرال (۱۹۲۶)
- تعصب (۱۹۱۶)
- نشویل (۱۹۷۵)
- سفرهای سولیوان (۱۹۴۱)
- کاباره (۱۹۷۲)
- چه کسی از ویرجینیا وولف می‌ترسد؟ (۱۹۶۶)
- رستگاری در شائوشنک (۱۹۹۴)
- در گرمای شب (۱۹۶۷)
- همهٔ مردان رئیس‌جمهور (۱۹۷۶)
- اسپارتاکوس (۱۹۶۰)
- طلوع: آواز دو انسان (۱۹۲۷)
- شبی در اپرا (۱۹۳۵)
- ۱۲ مرد خشمگین (۱۹۵۷)
- چرخش زمان (۱۹۳۶)
- انتخاب سوفی (۱۹۸۲)
- آخرین نمایش فیلم (۱۹۷۱)
- کار درست را بکن (۱۹۸۹)
- بلید رانر (۱۹۸۲)
- داستان اسباب‌بازی (۱۹۹۵)

## دهمین سالگرد
- نسخه به روز شده از این لیست که به عنوان نسخه دهمین سالگرد در بازبینی ۲۰۰۷، نامیده می‌شود، در تاریخ ۲۰ ژوئن ۲۰۰۷ در شبکه سی‌بی‌اس با اجرای مورگان فریمن پخش شد.